# Condado de Yebes
El condado de Yebes es un título nobiliario español creado por el rey Felipe IV, por real decreto de 23 de abril de 1648 y real despacho de 26 de septiembre de 1649 a favor de Juan Esteban Imbrea y Franquis, señor de Yebes y de Valdarachas en Guadalajara (España).
Juan Esteban Imbrea y Franquis, caballero de Calatrava, hermano y heredero de Lelio Imbrea y Franquis, un noble banquero genovés a quien la Corona española debía importantes sumas de dinero, y que se radicó, junto a todos sus hermanos en Madrid, para ir recuperando las sumas que se le adeudaban. El rey Felipe IV concedió los señoríos de Yebes y Valdarachas, para que, con sus rentas, fueran recuperando lo adeudado, junto con los títulos de condes de Yebes y vizcondes de Valdarachas.
La familia Imbrea fue cobrando sus rentas, hasta 1812, en que fueron abolidos los señoríos. Aunque ni ellos ni sus descendientes regresaron a Génova, emparentaron en la corte española, principalmente con nobles genoveses e italianos como los Spínola, Doria, Palavichini, etc.
Este título fue rehabilitado en 1922 por el rey Alfonso XIII a favor de Álvaro de Figueroa y Torres I conde de Romanones y grande de España, que devino así en séptimo conde de Yebes. El Conde de Romanones descendía de los anteriores Condes de Yebes por su madre: Ana de Torres y Romo, marquesa de Villamejor, vizcondesa de Yrueste y princesa de Las Torres.

## Condes de Yebes
|                               | Titular                                    | Periodo                |
| Creación por Felipe IV        | Creación por Felipe IV                     | Creación por Felipe IV |
| ----------------------------- | ------------------------------------------ | ---------------------- |
| I                             | Juan Esteban Invrea y Franquis             | 1649-1673              |
| II                            | Michele Camillo Pallavicini Invrea         |                        |
| III                           | Antonio de Imbrea Salucio y Doria          | 1680-                  |
| IV                            | Juan Palavicini Grimaldo e Imbrea          |                        |
| V                             | Esteban Luis de Palavicini                 |                        |
| VI                            | Miguel Camilo Palavicini                   |                        |
| Rehabilitado por Alfonso XIII |                                            |                        |
| VII                           | Álvaro de Figueroa y Torres                |                        |
| VIII                          | Eduardo de Figueroa y Alonso-Martínez      | 1922-1985              |
| IX                            | Carmen de Figueroa y Muñoz                 | 1985-2002              |
| X                             | José Eduardo Tur de Montis y Figueroa      | 2002-2008              |
| XI                            | Francisco de Asís Tur de Montis y Figueroa | 2008-2019              |
| XII                           | Pedro Tur de Montis y Hornedo              | 2019- Actual           |

## Historia de los condes de Yebes
- Juan Esteban Imbrea y Franquis[1] (nacido Giovanni Stefano Invrea de Franchi),[4] i conde de Yebes, patricio genovés, caballero de la Orden de Calatrava (1647), comendador de Alcolea en la misma orden (1652), factor general del rey (1646).[4][5]

1. Casó con Apollonia Saluzzo, hija de Agostino Saluzzo, patricio genovés, y de Gerolama da Passano.[4] Sucedió su sobrino nieto:

- Michele Camillo Pallavicini, ii conde de Yebes, hijo de Alessandro Pallavicini y de Antonia Invrea, sobrina del i conde.[6]

- Antonio de Imbrea Salucio y Doria, iii conde de Yebes (1680).[5]

1. Contrajo matrimonio en Madrid (San Sebastián) el 21 de septiembre de 1684 con Andrea Muñoz de Loaysa y Velarde.[7]

- Juan Palavicini Grimaldo e Imbrea, iv conde de Yebes.[5]

- Esteban Luis de Palavicini, v conde de Yebes.[5]

- Miguel Camilo Palavicini, vi conde de Yebes.[5]

Rehabilitado en 1922 por:
- Álvaro de Figueroa y Torres, vii conde de Yebes, i conde de Romanones, primer ministro del rey Alfonso XIII, lo cedió a su hijo:

- Eduardo de Figueroa y Alonso-Martínez (1899- 1984), viii conde de Yebes, arquitecto, académico de número de la Real Academia de San Fernando.

1. Casó con Carmen Muñoz y Roca-Tallada, de los ii condes de la Viñaza, grandes de España, escritora e historiadora. Le sucedió su hija:

- Carmen de Figueroa y Muñoz, ix condesa de Yebes.

1. Casó con el noble balear Francisco Tur de Montis y de Ayguavives, teniente coronel de artillería, paracaidista del ejército de tierra y caballero del Real Cuerpo de la nobleza de Cataluña, nieto de Francisco de Ayguavives y de León, de Vasallo y de Ibarrola, marqués de Zambrano. Le sucedió su hijo:

- José Eduardo Tur de Montis y Figueroa, x conde de Yebes. Le sucedió su hermano:

- Francisco de Asís Tur de Montis y Figueroa, xi conde de Yebes, abogado, caballero de Honor y Devoción de la Orden de Malta.

1. Casó con María de Hornedo y Muguiro, le sucedió el 9 de enero de 2020 su hijo:

- Pedro Tur de Montis y Hornedo, xii conde de Yebes.[8] Caballero de Calatrava[9] y de Honor y Devoción de la S.O.M. De Malta.[10]

1. Casado el 2 de septiembre de 2023 con Melín Martínez de Irujo y de la Fuente Ibáñez.

Actual titular.